# Man That You Fear
«Man That You Fear» — промо-сингл з другої платівки гурту Marilyn Manson Antichrist Superstar. Пісня є м'якою за звучанням, її можна порівняти з треком «Coma White» з альбому Mechanical Animals. На альбомній версії останні дві хвилини повторюється фраза «When all of your wishes are granted, many of your dreams will be destroyed» (англ. «Коли збудуться всі твої бажання, багато твоїх мрій стануть зруйнованими»).

## Відеокліп
Режисер: W.I.Z.. У відео дитина з мішком на голові, що закриває очі, обертається, зупиняється та вказує пальцем на трейлер, у якому живе Менсон. У кліпі зображено його останній день на землі, зокрема його смерть унаслідок закидання камінням у пустелі (посилання на коротке оповідання «Лотерея» Ширлі Джексон, де жінку закидали камінням на сільському майдані, після того як вона вийняла папірець з позначкою з чорної скриньки).
У складі процесії присутні різні дивно одягнені люди. Наприклад, дитина з маскою у вигляді голови коня. Це може бути посиланням на фільм 1973 р. «Плетена людина». Хода нагадує стрічку Алехандро Ходоровскі «Santa Sangre» (укр. «Свята кров»), де також зображено сцену похоронної процесії, а всі персонажі фільму нагадують персонажів відеокліпу.

## Список пісень
Американський промо-сингл
1. «Man That You Fear» (Radio Edit) — 4:18